# Declaración de Múnich (1971)
La Carta Ética de Múnich (o Declaración de los Deberes y Derechos de los Periodistas), fue firmada el 24 de noviembre de 1971 en Múnich y adoptada por la Federación Europea de Periodistas. Es un referente europeo en materia de ética del periodismo. Define diez deberes y cinco derechos. El texto se inspira en los principios de la Carta de los deberes profesionales de los periodistas franceses redactada en 1918 y revisada en 1938. Retoma el principio del secreto profesional (artículo 7, mencionado más abajo), y añadiendo un deber considerado esencial, como es el de proteger las fuentes de información de los periodistas .
Durante el congreso de la FIP (Federación Internacional de Periodistas) en Dublín en avril 1968, los sindicatos de periodistas de Francia, Bélgica y Alemania exigen que se busquen garantías en Europa, para la independencia de los periodistas, ante las presiones de los empresarios y de los Estados.
Luego, durante una conferencia organizada en 1971 en Múnich por invitación de la Deutscher Journalisten-Verband (Asociación alemana de periodistas), se redactó la declaración de los derechos y deberes de los periodistas, conocida como la Declaración de Múnich, firmada periodistas de seis países del mercado común europeo de aquel entonces (Francia, Alemania, Bélgica, Italia, Luxemburgo y los Países Bajos).

## Diez deberes y cinco derechos
Los 15 artículos de la Declaración  están escritos en un estilo directo y conciso, para facilitar su entendimiento y accesibilidad. La redacción es precisa, para que sea fácil de interpretar en caso de recurso judicial.  El texto, concreto y práctico, pretende ser una guía útil para el ejercicio cotidiano de la profesión.
El artículo primero que habla de los deberes, es considerado el más importante y pone de manifiesto que un periodista contratado no debe dudar en correr riesgos para respetar la verdad. El décimo señala que el periodista trabaja bajo la autoridad exclusiva de los directores de su redacción. El tercero hace hincapié en el respeto a las fuentes y el séptimo menciona la protección que amparan dichas fuentes .
Los artículos 4, 5 y 6 protegen a las personas mencionadas o aquellas otras fotografiadas.
Los artículos 8 y 9 abordan los límites entre el periodismo y la comunicación.
Los cinco artículos relativos a los derechos son un poco más largos, para permitir a los periodistas pedir, ante los tribunales o ante cualquier otro poder, cualquier medio que sirvan para que se respeten sus deberes.
El artículo 12 define un derecho de desistimiento en caso de incumplimiento por parte del editor del contrato de confianza con los lectores. Este derecho debe constar por escrito en el contrato del periodista.
El artículo 14 dice que el accionista debe dialogar con el equipo de la redacción.

### Los diez deberes de la carta
1. Respetar la verdad, cualesquiera que sean las consecuencias para uno mismo, y ello, en razón del derecho del público a conocer la verdad.
2. Defender la libertad de información, comentario y crítica.
3. Publicar únicamente información cuyo origen se conozca o acompañarla, en su caso, con las oportunas reservas ; no suprimir información esencial y no alterar textos y documentos.
4. No usar métodos desleales para obtener información, fotografías y documentos.
5. Comprometerse a respetar la privacidad de las personas.
6. Rectificar cualquier información publicada que resulte ser inexacta.
7. Mantener el secreto profesional y no revelar la fuente de información obtenida de forma confidencial.
8. Abstenerse de acometer plagio, calumnia, difamación, acusaciones infundadas así como de recibir cualquier beneficio por la publicación o eliminación de información.
9. No confundir nunca la profesión de periodista con la de publicista o propagandista ; no aceptar instrucciones, directas o indirectas, de los anunciantes .
10. Rechazar cualquier presión y aceptar instrucciones editoriales solo de los responsables de su redacción editorial.

### Los cinco derechos de la carta
1. Los periodistas reclaman el libre acceso a todas las fuentes de información y el derecho a investigar libremente sobre todos los hechos que condicionan la vida pública. El secreto de los asuntos públicos o privados sólo puede oponerse en este caso al periodista por excepción y por razones claramente expresadas.
2. El periodista tiene derecho a rechazar cualquier subordinación que considere contraria a la línea general de su empresa, determinada por escrito en su contrato de trabajo, así como cualquier subordinación que no esté claramente implícita en esta línea general.
3. El periodista no puede ser obligado a realizar un acto profesional o a expresar una opinión que sea contraria a su convicción o a su conciencia.
4. El equipo editorial debe ser informado de cualquier decisión importante que pueda afectar la vida de la empresa. Al menos debe ser consultado, antes de una decisión final, sobre cualquier medida que afecte la composición de la redacción: contratación, despido, traslado y promoción de periodistas.
5. En consideración a su función y sus responsabilidades, el periodista no sólo tiene derecho al beneficio de los convenios colectivos, sino también a un contrato personal que asegure su seguridad material y moral, así como a una remuneración correspondiente a la función social que le corresponde y suficiente para garantizar su independencia económica.

## Signatarios
La Declaración fue adoptada por los sindicatos de periodistas de los 6 países del Mercado Común reunidos en Múnich el 24 de noviembre de 1971, quienes votaron por unanimidad “la Declaración de los deberes y derechos de los periodistas”. Los sindicatos de periodistas de Suiza y Austria participaron en la reunión y también votaron a favor de la carta.
Más tarde fue adoptada por la Federación Internacional de Periodistas (FIP), y más adelante por la Organización Internacional de Periodistas (IOJ), que fue su contraparte soviética durante la Guerra Fría.

## Respeto a la privacidad
Se invoca a menudo el artículo 5 de los deberes sobre la "Obligación de respetar la intimidad de las personas", junto al artículo 4, porque son los que exigen "no utilizar métodos desleales para obtener información, fotografías y documentos", reforzándose el término de "deslealtad" cuando también se viola algún otro de los artículo de la carta.
La declaración ha sido ocasionalmente mencionada por parlamentarios para sugerir cierta moderación de los medios de comunicación, en el ámbito del respeto a la vida privada. 

## Artículos relacionados
- Ética periodística
- Principios y normas deontológicas de la profesión periodística
- Carta Mundial de Ética para Periodistas
- Historia del periodismo